# Потёмкины
Потёмкины — русский дворянский, графский и княжеский род, к которому принадлежал Григорий Александрович Потёмкин-Таврический. Этот род, по определению Смоленского дворянского собрания, внесён в родословную книгу Смоленской губернии.
При подаче документов (15 сентября 1686) для внесения рода в Бархатную книгу, была предоставлены родословная роспись Потёмкиных, выписки из «Истории о четырёх монархиях», «Лексикона еуграфикума» и «Театрума орбиса терарума» о князьях Самницких, вотчинная жалованная грамота царя Василия Ивановича Юрию Фёдоровичу Потёмкину на деревни Могутово в Максимовском стане и половину села Воротышино с деревнями Грудково и Хорошилово в Буегородском стане Смоленского уезда (1610), выписки из польских королевских привилегий (1622—1639) данных Юрию Фёдоровичу Потёмкину на маетности в Польско-Литовском государстве, а также восемнадцать указных грамот (1633—1686).
Неизвестно, происходят ли от этого рода или другого рода следующие отрасли Потёмкиных:
1. Потомство Никиты Потёмкина, пожалованного в капитаны 3-го ранга (21 апреля 1766). Александр Карпович, капитан, участник войны (1812). Эта ветвь внесена в родословные книги С-Петербургской губернии.
2. Потомство Сергея Потёмкина. помещика Дорогобужского уезда. Константин Сергеевич служил на флоте (с 1812). Эта ветвь внесена в родословные книги Таврической губернии.
3. Потомство Фёдора Потёмкина, дворянина Таврической губернии. Иван Фёдорович, капитан (1841). Эта ветвь внесена в родословную книгу Таврической губернии.
4. Потомство Александра Потёмкина, помещика Кременчугского уезда. Николай Александрович, прапорщик (1823). Эта ветвь внесена в родословную книгу Полтавской губернии[2].

## Дворяне Потёмкины
Род Потёмкиных происходит от выехавшего к великому князю Василию Ивановичу (1505—1533) из Польши шляхтича Ганса Александровича Потемпского, по крещении названного Тарасий Потёмкин, который от великого князя пожалован вотчинами.

## Графы Потёмкины
Граф Григорий Александрович Потёмкин-Таврический, Римской империи князь, пожалован в графское достоинство Всероссийской империи (10 июля 1775), а на княжеское достоинство Римской империи с титулом Светлости от императора Иосифа II диплом дан (27 февраля 1776). В память подвига его в присоединении области Таврической к Российской империи и трудов в населении и обустройстве области, по именному указу (1787) императрицы Екатерины II повелено к его фамилии именование Таврический. Он не был женат и потомства не оставил.
Павел Сергеевич Потёмкин, генерал-аншеф, возведён Екатериной II (1 января 1795) в графское достоинство Российской империи. Граф Григорий Павлович. прапорщик Преображенского полка, умер от ран (19 ноября 1812), его имя занесено на стену храма Христа Спасителя в г. Москва. Со смертью графа Сергея Павловича, умершего бездетным (25 февраля 1858), пресёкся род графов Потёмкиных.

## Описание гербов
Герб дворян Потёмкиных
В щите на красном поле изображена выходящая из облаков рука в золотых латах с поднятым вверх мечом (польский герб Малая Погоня). Щит увенчан обыкновенным дворянским шлемом, на который помещена дворянская корона, а поверх её видна рука с мечом, описанная в щите. Намёт на щите красный, подложенный золотом. Герб внесён в Общий гербовник дворянских родов Российской империи, часть 2, 1-е отд., стр. 66.

Герб князя Потёмкина 

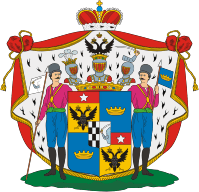
Герб князя Потёмкина-Таврического

Прямостоящий военный щит разделён на четыре части. В первой и четвёртой частях в золотом поле изображён двуглавый орёл с двумя золотыми коронами, над которым в особых красных отделениях по пятиугольной серебряной звезде. Во второй и третьей части в голубом поле помещена золотая корона. В середине щита наложен разделённый вертикально на две части малый щиток в правой стороне которого изображена шахматная доска (чёрная с белым), а в левой — родовой герб фамилии Потёмкиных: в серебряном поле выходящая из облаков вооружённая мечом в латах натурального цвета рука. Поверх щита наложена графская корона, на которой поставлены три шлема, подложенные красным. Средний — серебряный, с пятью обручами и золотыми закраинами, коронованный графской короной с выходящим чёрным двуглавым орлом, имеющий на головах золотые короны. Правый стальной шлем обращён направо, с золотыми обручами и закраинами, украшен фамильной дворянской короной с тремя исходящими страусиными перьями голубого цвета. Левый стальной шлем обращён налево, с пятью обручами и золотыми закраинами подложен красным, украшен дворянским бурелетом, на котором положена рука с мечом. Щитодержатели — два казака, имеющие в руках значки с изображёнными на них: с правой стороны — родовым гербом, с левой — золотой короной. Весь щит покрыт красной, подложенной горностаем, Римской империи княжеской мантией. Поверх наложена Римской империи княжеская шапка, украшенная жемчугом.

#### Ранние гербы Потёмкиных
Герб Потёмкиных принадлежал к группе ранних русских гербов. Он был описан в поколенной росписи, представленной 15 сентября 1686 года в Палату родословных дел, в числе доказательств, обосновывающих право семьи на внесение в родословную книгу.
В родословной приводилась легенда о происхождении семьи из Италии от родственника князя Самницкого, некоего Понциуша, потомки которого жили в Польше, а в начале XVI века перебрались на Русь. В документе приводилось описание итальянского герба Понциуша Телезина: «гриф червонный вполы с коруною в поле жёлтом, а поле разделено лазоревым пределением волнистым». Так же приводился герб периода проживания в Польше: «Рука с мечом вооруженная изо облака в щите, а на щите коруна и из коруны три пера струсовы».
Известен вариант дворянского герба Потемкиных с щитодержателями в виде грифонов и княжеской короной, изображённой на экслибрисе Ивана Алексеевича Потёмкина.

## Известные представители рода Потёмкиных
- Ян-Ганс Потемпский (Potępski) (после крещения Тарасий Александрович Потемкин, лицо вымышленное)
  - Илларион Тарасович Потёмкин (Булгак)
    - Фёдор Илларионович Потёмкин (ок. 1566-?). Пристав в Литву и Польшу, Смоленский городской голова.
      - Ульяна (Иулиана) Фёдоровна Потёмкина + Михаил Алексеевич Ртищев
        - Ртищев, Фёдор Михайлович (1626-1673). Друг и фаворит царя Алексея Михайловича.

      - Семён Фёдорович Потёмкин (ум. 1664). Архимандрит Русской православной церкви.
        - Сила Семёнович Потёмкин. Дворянин московский (1658—1677), стольник (1686), воевода в Коломне (1677—1679),
          - Василий Силыч Потемкин (ум. 1701). стольник (1686—1692)
            - Потёмкин, Александр Васильевич (1673—1746) + (2)  Дарья Васильевна, урождённая Кондырева, по 1-му мужу Скуратова (1704—1780). Майор и асессор Конторы конфискаций (с 2 марта 1738); впоследствии подполковник
              - Светлейший князь Потёмкин, Григорий Александрович (1739—1791)
                - Тёмкина, Елизавета Григорьевна — вероятно, побочная дочь Григория Потёмкина и Екатерины II. В замужестве Калагеорги.

              - Потемкина, Мария Александровна, в браке Самойлова.
                -  Самойлов, Александр Николаевич

              - Потемкина, Дарья Александровна, в браке Лихачёва
              - Потемкина, Пелагея Александровна + Высоцкий, Петр Егорович
                - Высоцкий, Николай Петрович — недолговечный юный фаворит Екатерины II

              - Потёмкина, Елена Александровна, в замужестве Энгельгардт.
                - Её дочери, урождённые Энгельгардт — см. Энгельгардты: племянницы Потёмкина

  - Иван Тарасович Потёмкин
    - Фёдор Иванович Потемкин. 3-й воевода правой руки войск в полоцком походе (1550).
      - Степан Фёдорович Потёмкин (ум. 1608), убит под Тулой
      - Юрий Фёдорович Потёмкин. Дворянин при датском королевиче (1602); гонец в Москву о взятии Смоленска поляками (1611); служил в войске кн. Пожарского; взят в плен поляками; принял польское подданство, сопричислен к польскому дворянству и пожалован от короля поместьями в Смоленском уезде (1634 и 1639).
        - Иван Юрьевич Потёмкин
          - Василий Иванович Потёмкин. Стольник (1686) и отставной полковник (1690).
            - Яков Васильевич Потёмкин (ум. до 1755) + Мария Андреевна Красно-Милошевич/ стольник (1696), служил в полку Смоленской шляхты (1703)
              - Илья Яковлевич Потёмкин (1697-?). Рядовой в полку Смоленской шляхты (1715—1734), поручик (20 окт. 1734), ротмистр (1755)
                - Богдан (Харитон) Ильич Потёмкин (1758—1834). Отставной поручик (1779), Краснинский уездный судья.
                  - Демьян (Дометий) Богданович Потёмкин (1785—1868). Помещик Смоленского уезда.
                  - Наталья Богдановна Потёмкина (Друцкая-Соколинская)

              - Евфросиния Яковлевна Потёмкина (Гагарина)

            - Анастасия Васильевна Потёмкина (Гурко-Ромейко, Друцкая-Соколинская)
            - Андрей Васильевич Потёмкин, стольник, служил в полку Смоленской шляхты (1686—1703).
              - Степан Андреевич Потёмкин (ум. до 1744) + Феврония Ивановна
                - Алексей Степанович Потёмкин, ротмистр
                  - Григорий Алексеевич Потёмкин
                  - Николай Алексеевич Потёмкин (1760-?) + Александра Александровна Строева (1761—1823)
                    - Варвара Николаевна Потёмкина (Кологривова) (1791-?)
                    - Ольга Николаевна Потёмкина (фон Рутцен) (1799-?)

                  - Дмитрий Алексеевич Потёмкин (1766 -?) + Анна Ивановна Пенская
                    - Александр Дмитриевич Потёмкин (1791-?). Ротмистр, помещик Малоархангельского уезда (1839).
                      - Дмитрий Александрович Потёмкин
                      - Николай Александрович Потёмкин (1820-?), штабс-капитан (1859)
                      - Григорий Александрович Потёмкин (1828-?)

                - Дмитрий Степанович Потёмкин, майор (1775)
                  - Сергей Дмитриевич Потёмкин
                    - Михаил Сергеевич Потёмкин (1821-?)

                  - Пётр Дмитриевич Потёмкин
                  - Михаил Дмитриевич Потёмкин

              - Иван Андреевич Потёмкин. В монашестве архимандрит Иосиф

          - Михаил Иванович Потёмкин, стольник (с 8 марта 1682) и полковник Смоленской шляхты
            - Александр Михайлович Потёмкин , стольник (1686), служил в полку Смоленской шляхты (1703)
            - Богдан Михайлович Потёмкин , стольник (1686), служил в полку Смоленской шляхты (1703—1712)
            - Иван Михайлович Потёмкин  + Мария Даниловна Пассек (Цельнер), стольник (1686—1692) и полковник Смоленской шляхты (1703); ландрат Дорогобужский (1714—1726); бригадир (при отставке, 5 июня 1727)
              - Николай Иванович Потёмкин, ротмистр
              - Иоасаф Иванович Потёмкин , архимандрит Преображенского пыскорского монастыря Вятской епархии
              - Фёдор Иванович Потёмкин , полковник (30 янв. 1741)

            - Илья Михайлович Потёмкин , стольник (1686), служил в полку Смоленской шляхты (1703) + Евфросинья Андреевна Друцкая-Соколинская
              - Иосиф Ильич Потёмкин (ум. до 1792), ротмистр Смоленской шляхты, уволен от службы 27 фев. 1757
                - Николай Иосифович Потёмкин (1765—1820)

            - Василий Михайлович Потёмкин , стольник (1686—1692) и полковник Смоленской шляхты (1703).
              - Потемкин, Яков Васильевич (1713—1788) + Дарья Яковлевна Повало-Швейковская
                - Потёмкин, Алексей Яковлевич (1741—1810) + Анна Богдановна Друцкая-Соколинская (1751—1798)
                  - Иван Алексеевич Потёмкин (1780—1849) — дипломат, тайный советник, посланник в Баварии, Нидерландах и Риме
                  - Потёмкин, Яков Алексеевич (1781—1831)  + (1) Варвара Ивановна Сафонова, (2) Варвара Дмитриевна Бахметева, (3) Ольга Фёдоровна Брискорн
                    - Алексей Яковлевич Потемкин (1820—1849), отставной поручик, был нижегородским губернским предводителем дворянства + Варвара Петровна Нарышкина (Ротте)
                    - Александр Яковлевич Потемкин (1822-?) + Варвара Александровна Толстая
                    - Софья Яковлевна Потемкина, с 1838 за бароном Э. А. фон Вольфом.

                  - Павел (1786 — до 1815)
                  - Екатерина (1779—?)

                - Яков Яковлевич Потёмкин
                - Иван Яковлевич Потёмкин (1754—1829) + Елизавета Васильевна Туркестанова. Отставной полковник, Духовщинский уездный предводитель дворянства (1788—1793)
                  - Василий Иванович Потёмкин + Прасковья Ивановна Пущина. Артиллерии штабс-капитан, Духовщинский уездный предводитель дворянства (1845) и 1-й мировой посредник (1861)
                  - Фёдор Иванович Потёмкин (1813- ок. 1881) + Елисавета Алексеевна Шевандина
                    - Алексей Фёдорович Потёмкин
                    - Александр Фёдорович Потёмкин
                    - Иван Фёдорович Потёмкин

                  - Никанор (Никифор) Иванович Потёмкин + Надежда Васильевна Юдина. Штабс-ротмистр, Духовщинский уездный предводитель дворянства (1854—1861) женат трижды.
                    - Надежда Никаноровна Потёмкина (Белавенцева) (р. 1847)
                    - Николай Никанорович Потёмкин (р. 1848) + Александра Михайловна Рындина
                    - Наталья Никаноровна Потёмкина (р. 1850)
                    - Василий Никанорович Потёмкин + Софья Александровна Туркестанова

            - Денис Михайлович Потёмкин , стольник (1686—1703), служил в полку Смоленской шляхты (1703); надворный судья.
              - Анастасия Денисовна Потёмкина (Новошинская, Бриммер)
              - Владимир Денисович Потёмкин
              - Михаил Денисович Потёмкин (ум. 1770)
              - Николай Денисович Потёмкин, в 1727 ему поручено управление поместьями в Польше, принадлежавшими кн. Меншикову; был сослан в Сибирь и определён к делам в Тобольске (5 дек. 1734).
              - Демьян Денисович Потёмкин
                - Василий Демьянович Потёмкин (ум. до 1807)
                - Семён Демьянович Потёмкин (1742-после 1805)
                - Дмитрий Демьянович Потёмкин (1745-после 1807)
                - Иван Демьянович Потёмкин

            - Алексей Михайлович Потёмкин (1680—1742)[11]
              - Домна Алексеевна Потёмкина, в браке за константином Давыдовичем Рачинским.

      - Гавриил Федорович Потёмкин (ум. 1586)
        - Иван Гавриилович Потёмкин
          -  Потёмкин, Пётр Иванович (1617—1700)— русский дипломат во время правления царей Алексея Михайловича и Фёдора Алексеевича, боровский наместник.
            - Степан Петрович Потёмкин, стольник (1662), сопровождал отца в посольстве (1667—1669); дневал и ночевал у гроба царевича Симеона Алексеевича (11 и 25 июля 1669) и у гроба царя Иоанна Алексеевича (10 фев. 1696); завоеводчик в крымском походе (1686)[2]; в царствование Петра Великого был статским советником.
              - Иван Степанович Потёмкин, стольник царицы Прасковьи Федоровны (1686); комнатный стольник царя Иоанна Алексеевича (1692); интендант партикулярной верфи (1722—1740); статский советник; пожалован деревнями в Кексгольмском уезде (3 дек. 1726); действ. стат. советн.(28 апр.1730); уволен от службы (20 янв. 1741) тайным советником

          - Фёдор Иванович Потёмкин. (?-1695) Стольник (1658); служил у стола государева (8 мая 1660, 19 февраля 1664, 30 июня 1672, 4 июля 1672, 8 июня 1675); был при отпуске Александрийского патриарха (11 июня 1668); дневал и ночевал у гроба царевича Семёна Алексеевича (25 июля 1669); воевода в Сургуте (1686); дневал и ночевал у гроба царицы Наталии Кирилловны (28 января 1694); помещик Крапивенского и Соловского уездов.
            - Дмитрий Федорович. Стольник царицы Прасковьи Федоровны (1686—1692); царский стольник (1698—1711); за службу отца пожалован вотчиною (1711); ландрат (1711); обер-директор Московской акцизной камеры (1728); коллеж. сов. (16 мая 1729); член малороссийского Генерального суда 9с 19 июля 1729); состоял при Конюшенном приказе и отослан к герольдмейстеру для определения к другим делам (31 дек. 1731); статский сов. (при отставке, 22 дек. 1740).
              - Потёмкин, Сергей Дмитриевич (1697—после 1770) + Анна Михайловна Крапоткина
                - Граф Потёмкин, Павел Сергеевич (1743—1796) + Прасковья Андреевна Закревская (1763—1816), дочь А. О. Закревского. Троюродный брат светлейшего князя.
                  - Григорий Павлович (1786—1812, убит под Бородино)
                  - Сергей Павлович (1787—1858) + Трубецкая, Елизавета Петровна (1794-после 1870) . С его бездетной смертью пресеклась графская ветвь рода Потемкиных.

                - Потёмкин, Михаил Сергеевич (1744—1791)  + Татьяна Васильевна Энгельгардт (1769—1841), племянница светлейшего князя
                  - Потёмкин, Александр Михайлович (1790—1872), действительный тайный советник, в 1842—1854 годах состоял С.-Петербургским предводителем дворянства. Жена — Голицына, Татьяна Борисовна .
                  -  Екатерина Михайловна (1788—1872) + Александр Иванович Рибопьер (1783—1865)

                - Потёмкин, Александр Сергеевич, генерал-майор (1781)
                - Потёмкин, Пётр Сергеевич,полковник;в 1765 году женился на Надежде Кочубей, дочери Семёна Васильевича Кочубея (1725—1779). Якубовский Виктор Иванович (1904) имел дворянское происхождения в Тамбовской губернии **********